# Delivered At Place
Con il termine Delivered At Place (in italiano: reso al luogo di destinazione  e indicante il luogo di destinazione convenuto nel paese d'importazione), utilizzato nella forma breve di acronimo come DAP, è una delle clausole contrattuali in uso nelle compravendite internazionali, quelle codificate nell'Incoterms a far data dalla versione del 2010 e che servono a statuire i diritti e i doveri di ognuna delle parti in causa, definendo anche la suddivisione dei costi di trasporto, assicurativi e doganali tra venditore ed acquirente.

## Incoterms 2020
Dal sito ICC italiano, si legge che "il venditore effettua la consegna mettendo la merce a disposizione del compratore sul mezzo di trasporto di arrivo pronta per la scaricazione nel luogo di destinazione convenuto. Il venditore sopporta tutti i rischi connessi al trasporto della merce al luogo convenuto. Se il venditore sostiene delle spese previste nel suo contratto di trasporto relative alla scaricazione nel luogo di destinazione, egli non ha titolo a recuperare tali spese dal compratore, salvo diverso accordo fra le parti. [...] il venditore non ha l’obbligo di sdoganare la merce all’importazione, pagare eventuali diritti di importazione o espletare eventuali formalità doganali all’importazione".
Dunque il venditore, con mezzi suoi o di terze parti (questa informazione va specificata nel contratto), fa pervenire la merce nel preciso luogo di destinazione pattuito e nella/entro la data pattuita; la prima differenza rispetto a CPT e che è fondamentale è il fatto che il rischio viene passato nel momento in cui la merce giunge a destinazione ed è pronta per lo scaricamento e non nel momento in cui viene caricata sul mezzo o sul primo vettore (first carrier) nella tratta organizzata dal venditore: il point of delivery e il place/port of destination coincidono, quindi il delivery e l'arrivo a destinazione (arrival at destination) combaciano. Il venditore, che controlla tutta la tratta, si accolla i costi e obblighi di produzione di documentazione per l'esportazione, come deve avvenire a priori. La seconda differenza è l'assenza di assicurazione obbligatoria per il venditore, mentre la terza è l'assenza di obbligo di ritiro della merce da parte del compratore (è un termine non-C).
Lo scaricamento merce dal mezzo di trasporto è in capo al venditore o compratore in base a come ci si accorda (in questo termine c'è la possibilità di scelta esattamente come in CPT) e, se effettuato dal venditore, quest'ultimo ha pure la facoltà di chiedere il rimborso delle spese di scaricamento merce al compratore (la decisione finale viene messa nero su bianco sul contratto; non rispettarla, come in molti altri casi, significa commettere un'inadempienza contrattuale dimostrabile e per cui verranno presi i provvedimenti pattuiti). Di default, il venditore deve pagare le spese di scaricamento se esso è previsto nel contratto di spedizione e ha diritto al rimborso salvo diverso accordo, che va menzionato. In CPT, non si menziona questa possibilità di rimborso.
Anche le spese doganali di importazione e relative formalità durante l'importazione sono contrattabili. Pertanto, il venditore non deve necessariamente sostenere tutti i costi pure se controlla tutta la tratta/logistica: la ripartizione di alcuni costi (scaricamento e import formalities) è elastica e liberamente ripartibile tra le parti durante la contrattazione (la scelta finale si mette nero su bianco sul contratto poi firmato da entrambi). Se il compratore ha bisogno di assistenza e informazioni per sbrigare le pratiche di import, il venditore deve fornirgliele; se insorgono dei costi, il compratore deve rimborsarli. Quasi tutto il trasporto è controllato dal venditore, contrariamente al termine EXW, pertanto gran parte dei rischi di trasporto sono a carico suo (nei termini precedenti sono ripartiti tranne in EXW, in cui sono interamente a carico del compratore che viene direttamente a ritirare la merce). Il venditore deve produrre la fattura commerciale. In generale, ogni documento prodotto può essere cartaceo o digitale/paperless.
Non è previsto obbligo di assicurazione e non c'è obbligo in capo al compratore di ritirare fisicamente la merce (è un termine non-C). Se il compratore desidera stipulare un'assicurazione e ha bisogno di informazioni da parte del venditore, quest'ultimo deve fornirgliele; se ciò comporta dei costi, il compratore deve rimborsarli.

## Incoterms 2000 e 2010 (vecchie edizioni)
Fino all'emissione del nuovo regolamento avvenuto nel 2010, il termine di resa equivalente più simile era il Delivered Ex Ship, presente nelle Incoterms 2000 (veniva applicato esplicitamente al trasporto marittimo), contemporaneamente la resa "DAP" ha però sostituito anche il Delivered At Frontier e il Delivered Duty Unpaid (che venivano utilizzate per gli altri tipi di trasporto). Il nuovo termine può essere utilizzato per qualsiasi metodologia di trasporto, indipendentemente dal mezzo utilizzato.
Il venditore effettua la consegna quando mette la merce a disposizione del compratore a bordo del mezzo che ha trasportato la merce al luogo di destinazione convenuto; a carico del venditore stesso sono tutte le spese di trasporto fino al punto concordato (compresi i costi per l'attraversamento di eventuali nazioni terze), nonché le spese per l'ottenimento di licenze e documentazioni per l'esportazione dalla nazione di origine e quelle per le operazioni doganali sempre di esportazione. Particolare importanza assume l'indicazione precisa del luogo convenuto per la consegna stessa.